# Pachyneurella venata
Pachyneurella venata är en tvåvingeart som först beskrevs av Aldrich 1896.  Pachyneurella venata ingår i släktet Pachyneurella och familjen puckelflugor. Inga underarter finns listade i Catalogue of Life.